# 豪伊森 (密西西比州)
豪伊森（英語：Howison）是位於美國密西西比州哈里森縣的非建制地區。

## 歷史
豪伊森的郵局於1897年設立，其後於1953年停運。

## 地理
豪伊森所處的海拔為高於海平面53米（即174英呎），而該地所採用的時區為UTC-6，即北美中部時區（CST）。同時該地設有夏令時間，為UTC-6調快一小時，即UTC-5（CDT）。